# Uroplatus fimbriatus
Uroplatus fimbriatus là một loài thằn lằn trong họ Gekkonidae. Loài này được Schneider mô tả khoa học đầu tiên năm 1797.

## Hình ảnh

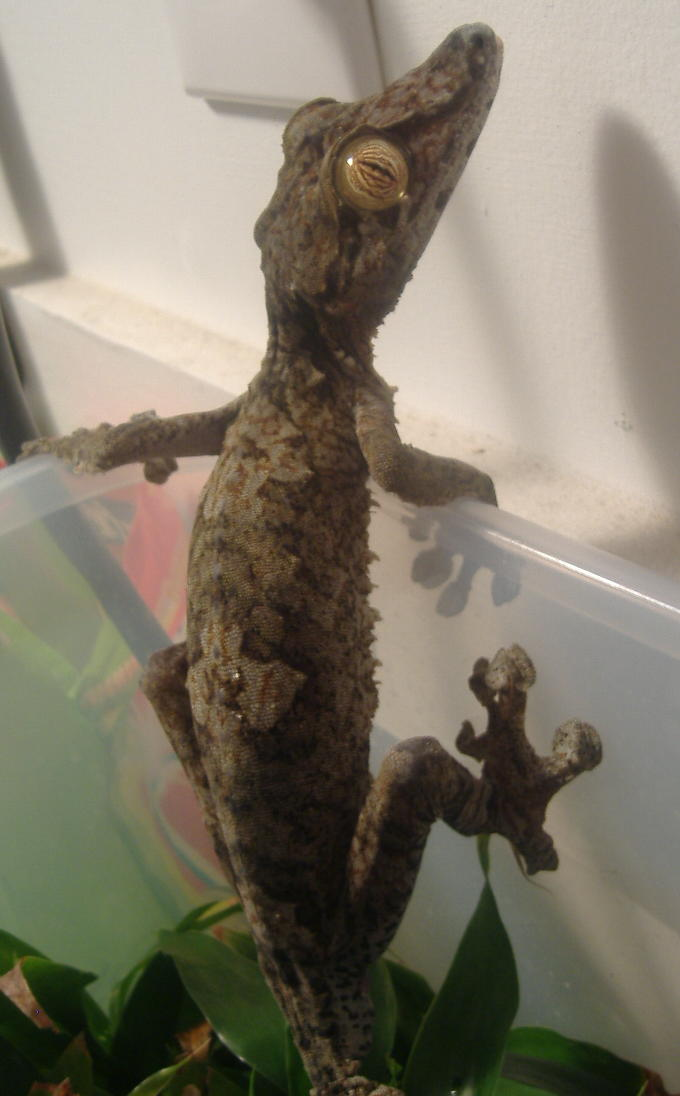
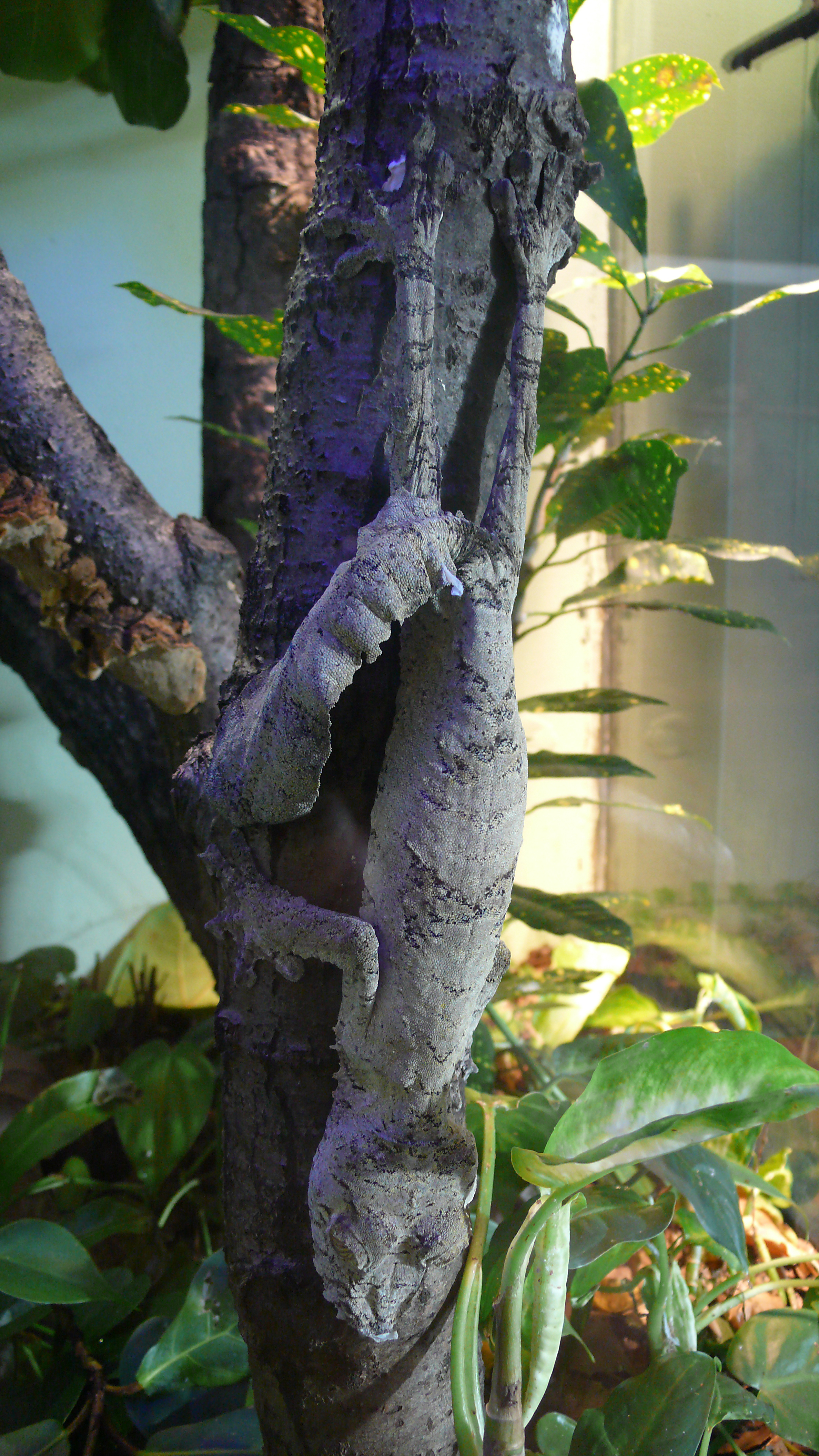
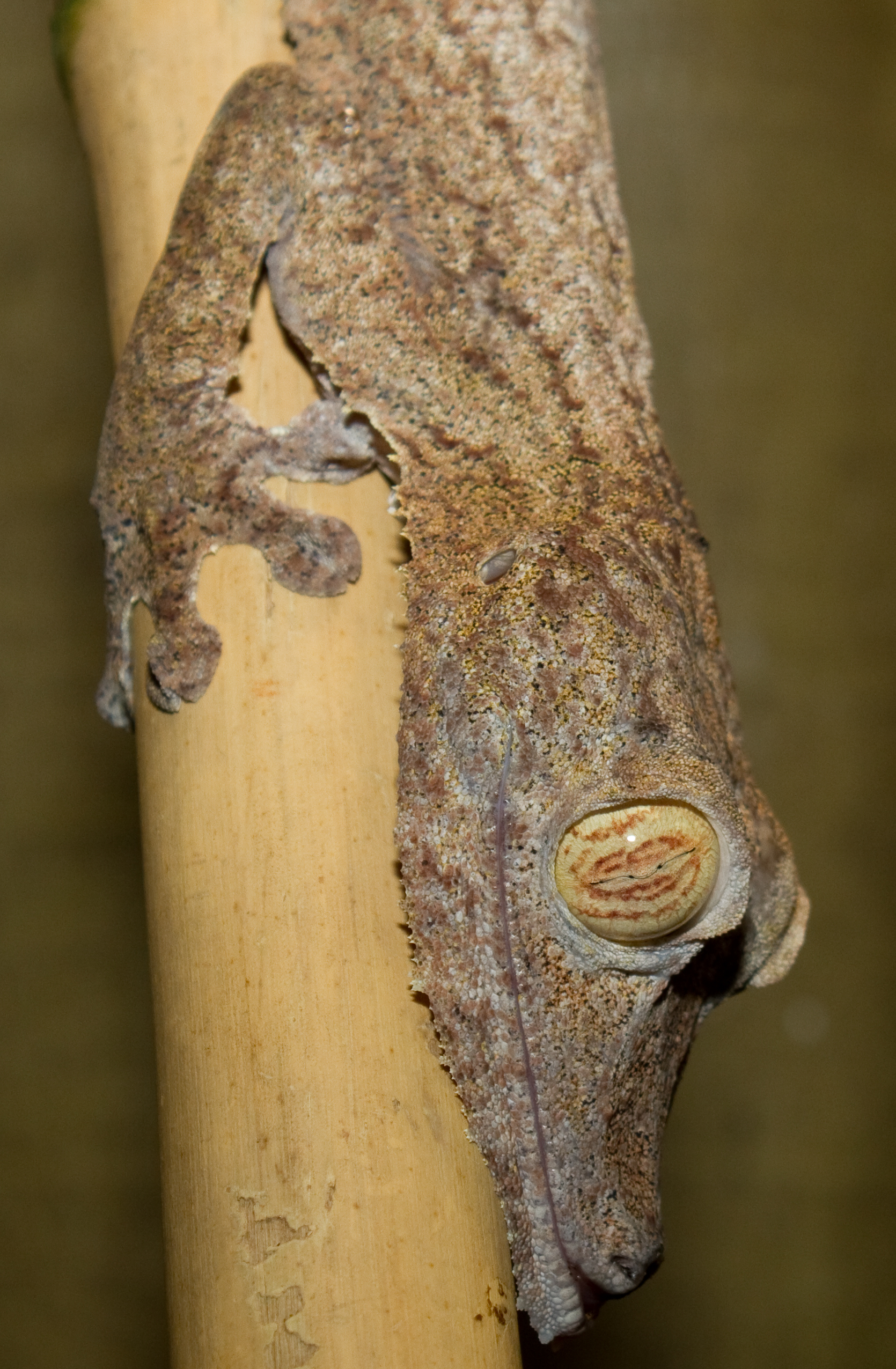
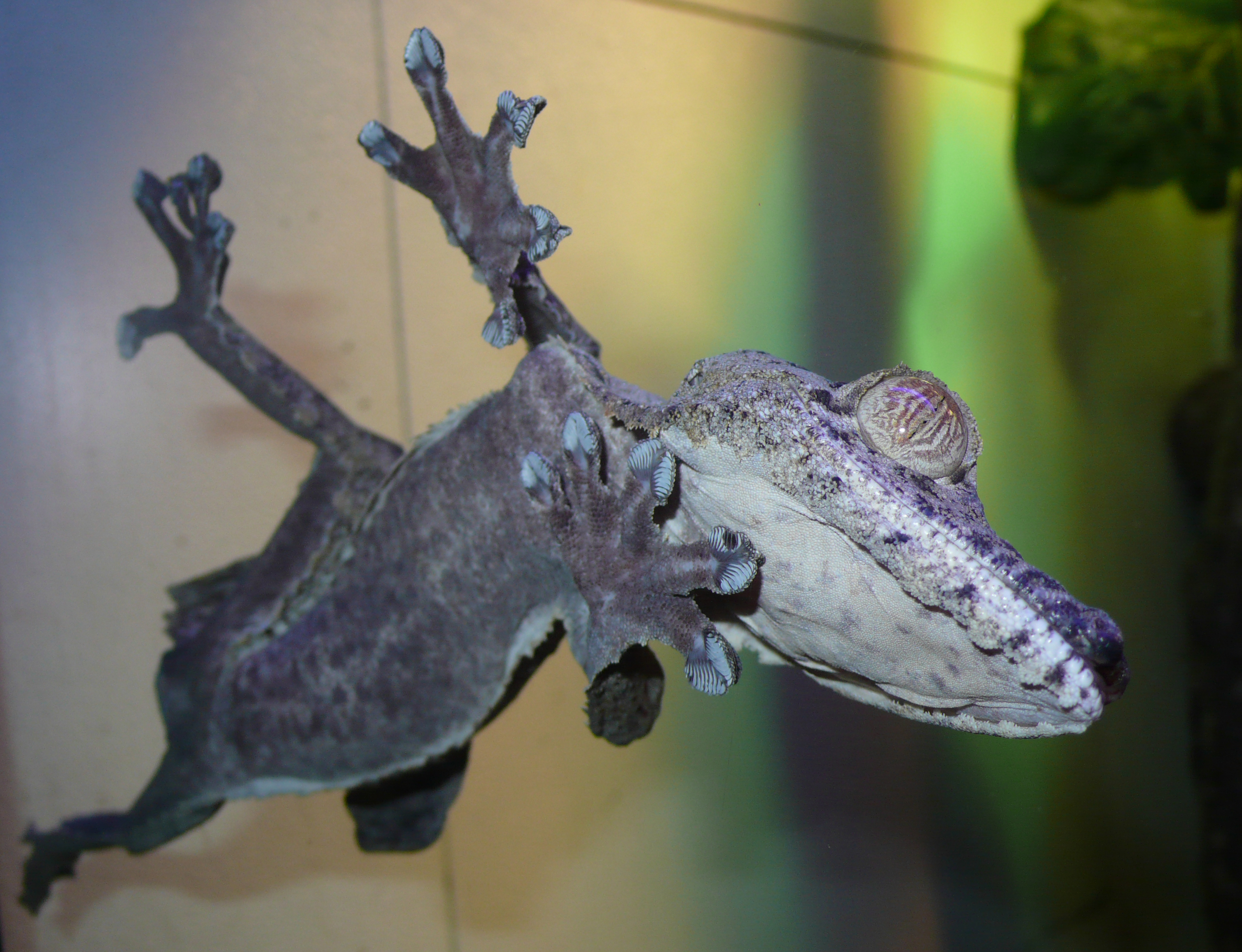
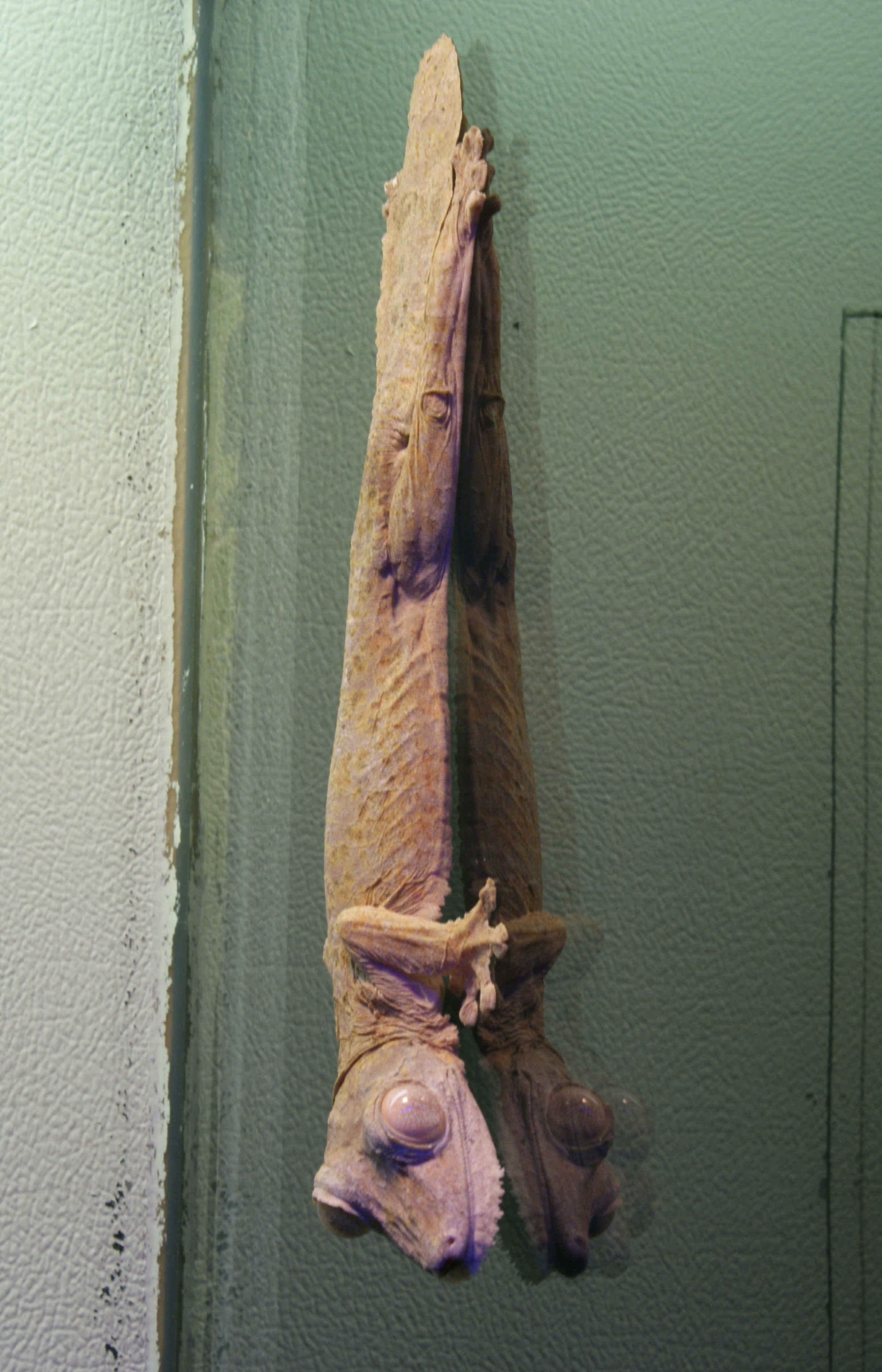